# بابتيست بروكيو
بابتيست بروكيو هو متزلج على الثلوج كندي، ولد في 8 سبتمبر 1994 في ساغينيه في كندا.

## وصلات خارجية
- بابتيست بروكيو على موقع الاتحاد الدولي للتزلج (ركوب لوح الثلج) (الإنجليزية)
- بابتيست بروكيو على موقع أوليمبيديا (الإنجليزية)